# NGC 6640
NGC 6640 في الفهرس العام الجديد، هي مجرة، تقع في كوكبة القيثارة. اكتشفت في 21 أغسطس 1884 بواسطة إدوارد ستيفان.

## روابط خارجية
- NGC 6640 على موقع ويكي سكاي: DSS2, SDSS, GALEX, IRAS, Hydrogen α, X-Ray, Astrophoto, Sky Map, Articles and images